# 샤미타 셰티
샤미타 셰티(힌디어: शमिता शेट्टी, 영어: Shamita Shetty, 1979년 2월 2일 ~ )는 인도의 배우, 인테리어 디자이너이다.

## 출연 작품
- 하리 푸타 (2008)
- 캐쉬 (2007)
- 헤비 베이비 (2007)
- 모하바테인 (2000)